# 何麻蝇属
何麻蝇属（学名：Hoa）为麻蝇科的一个属。

## 下属物种
本属包括以下物种：
- 卷阳何麻蝇 Hoa flexuosa (Ho, 1934)